# Thomas Rentmeister

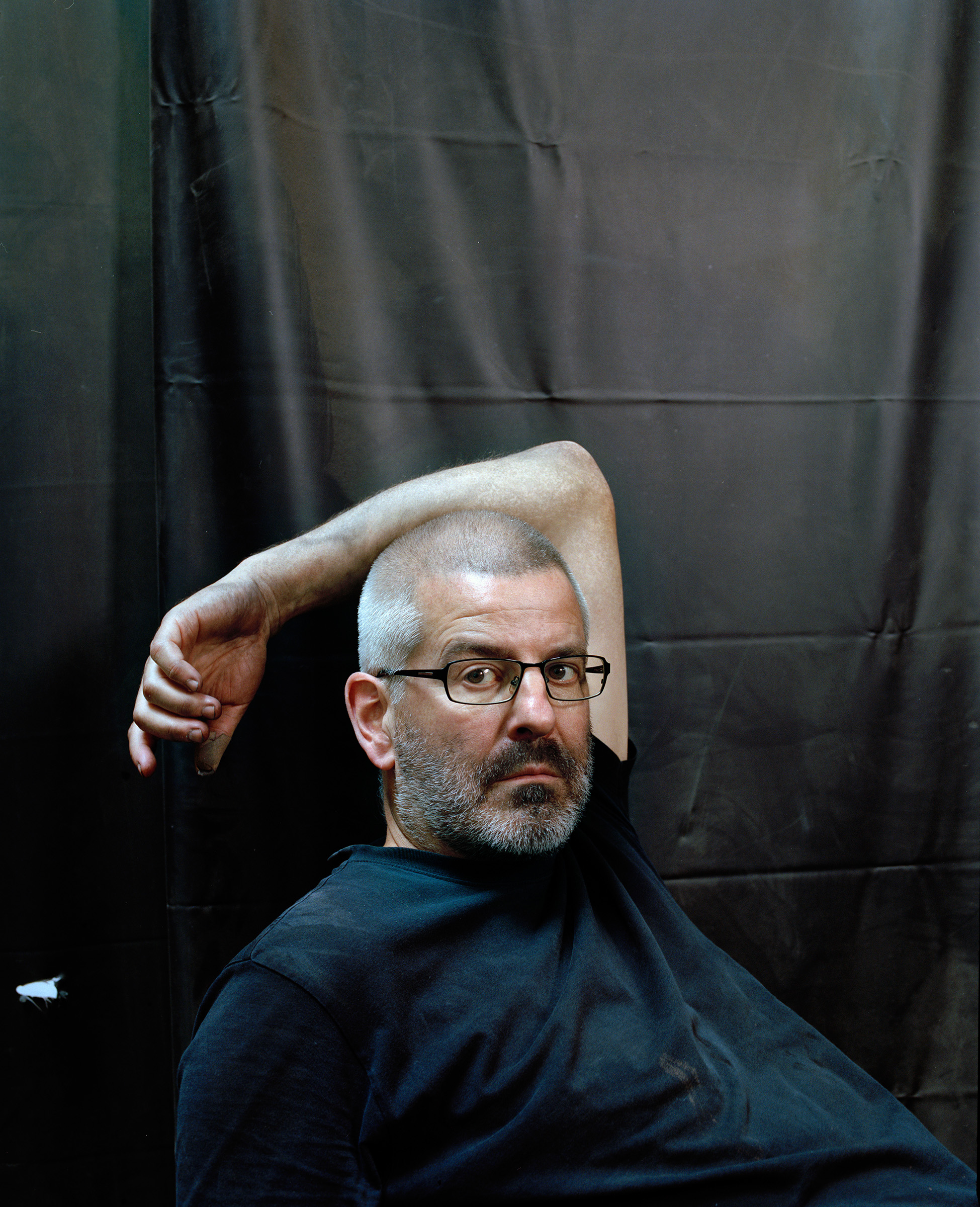
Thomas Rentmeister fotografiert von Oliver Mark, Berlin 2014

Thomas Rentmeister (* 4. März 1964 in Reken) ist ein deutscher Bildhauer und Professor an der Hochschule für Bildende Künste Braunschweig.

## Leben

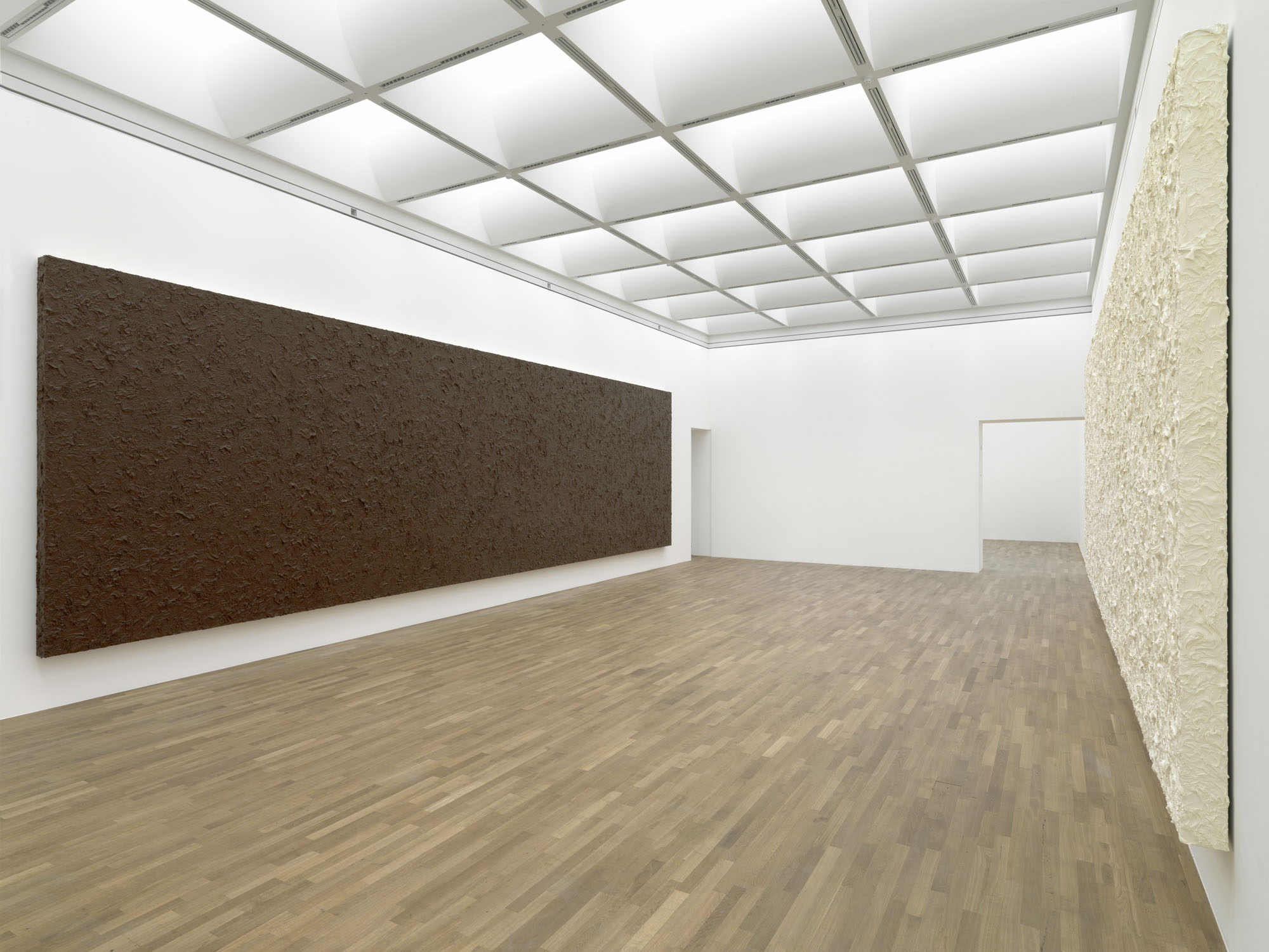
Thomas Rentmeister, ohne Titel, 2011, Nutella auf beschichteter Spanplatte, 350 × 1200 × 16 cm, Ausstellungsansicht Kunstmuseum Bonn, 2011

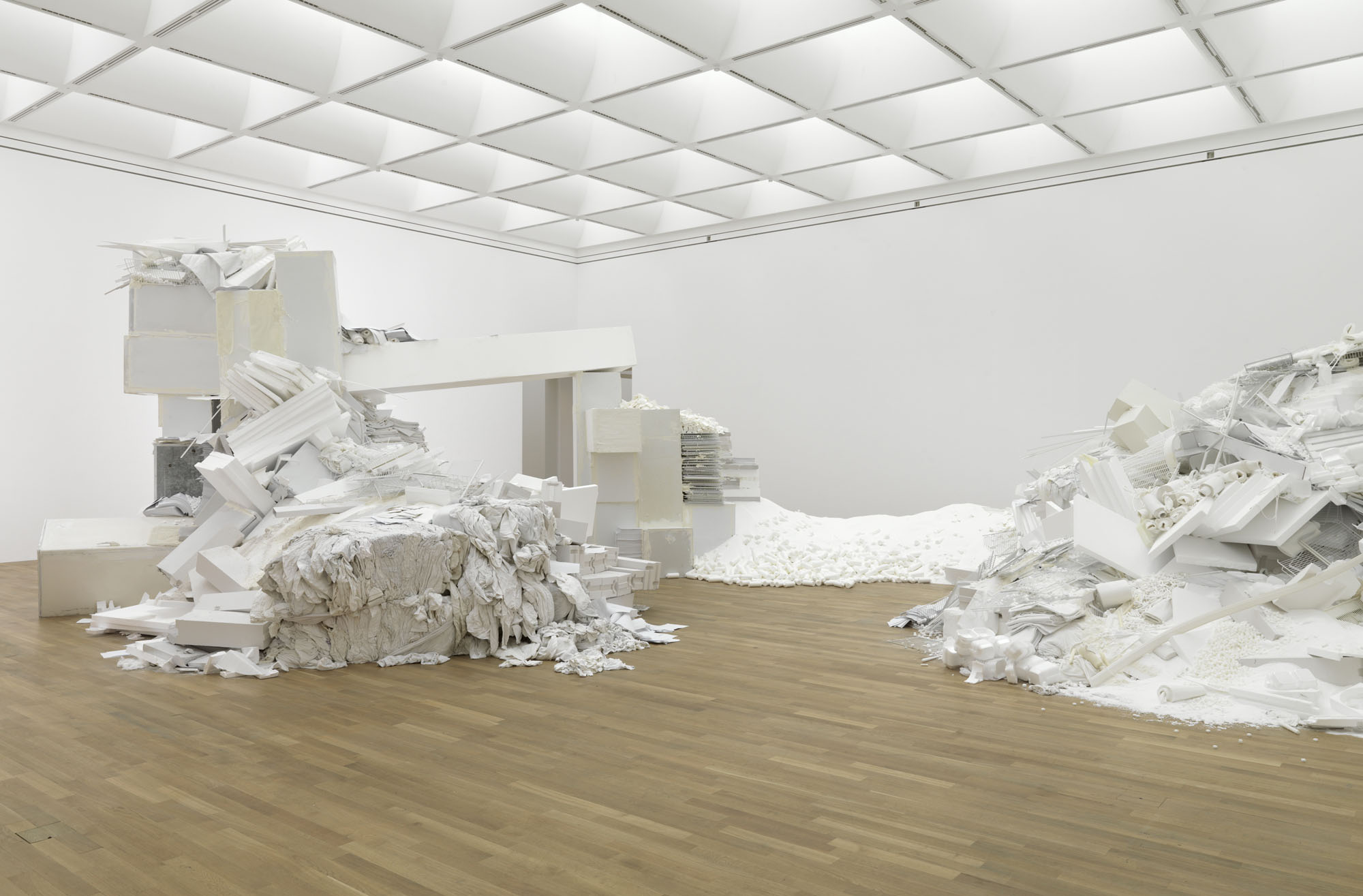
Thomas Rentmeister, Muda, 2011, verschiedene Materialien, ca. 385 × 1195 × 1145 cm, Ausstellungsansicht Kunstmuseum Bonn, 2011

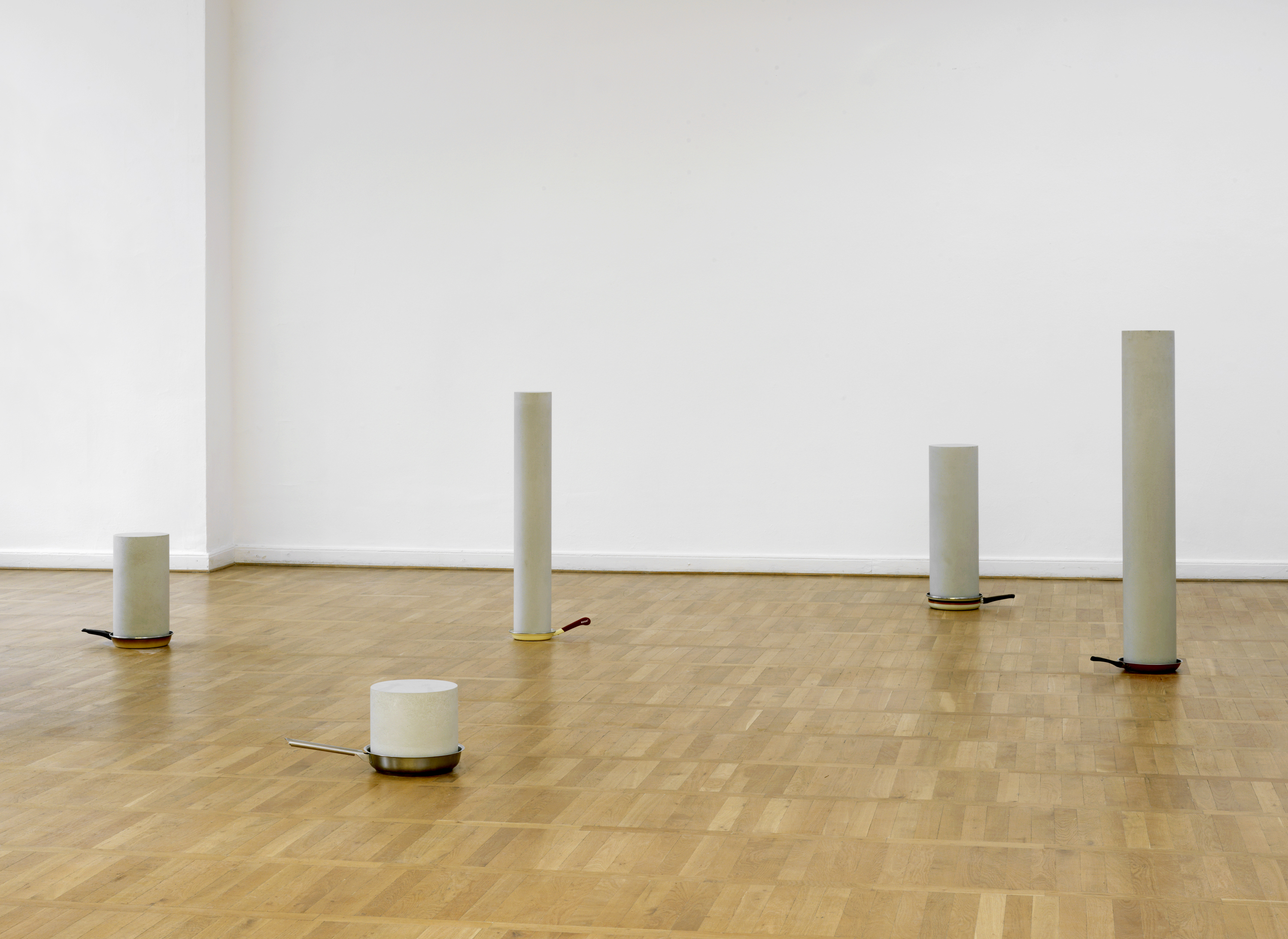
Thomas Rentmeister, ohne Titel, 2007, Bratpfannen/Beton, Maße variabel (Höhen von 25 bis 131 cm)

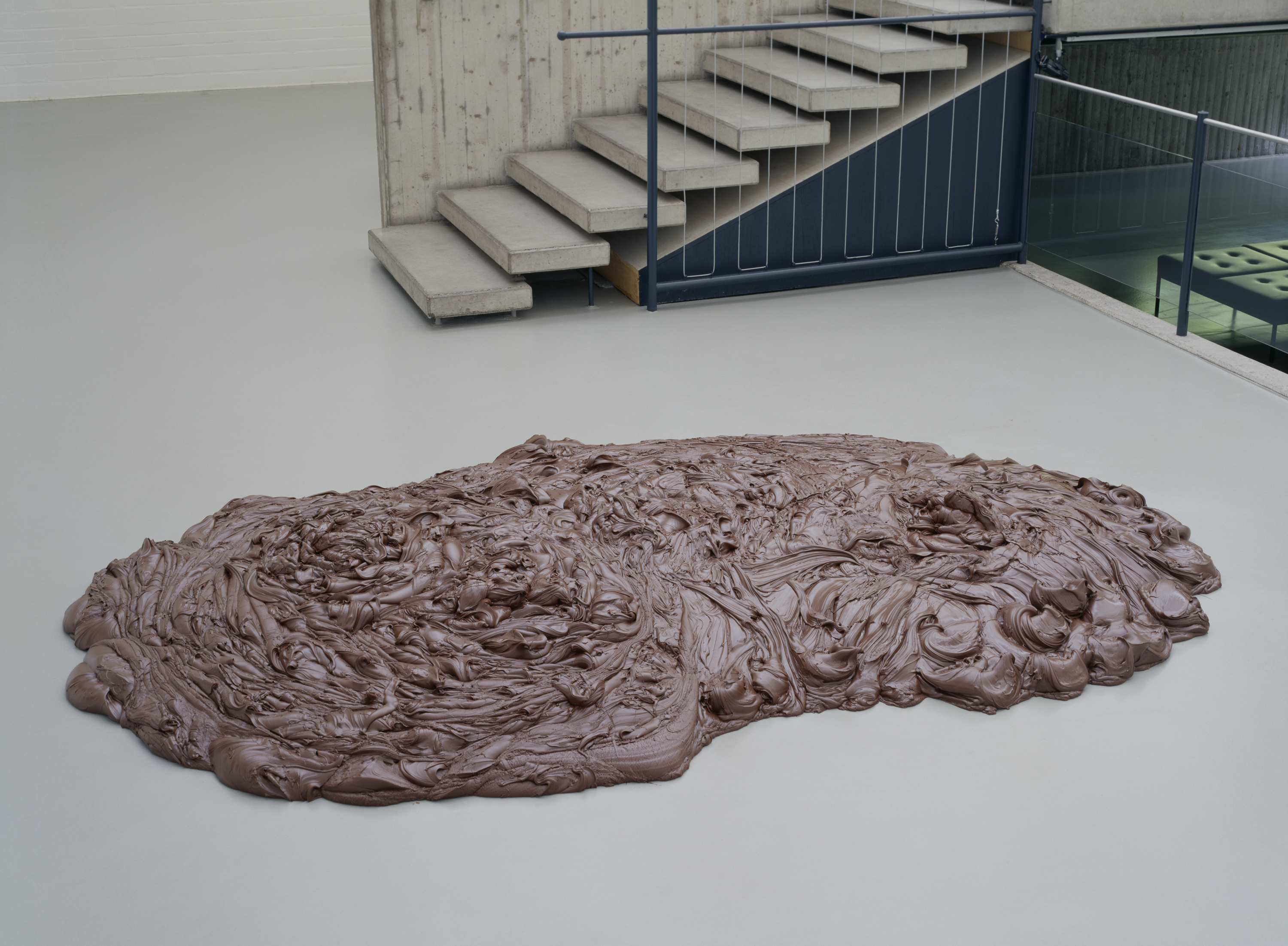
Thomas Rentmeister, ohne Titel, 2000, Nutella, ca. 25 × 270 × 180 cm

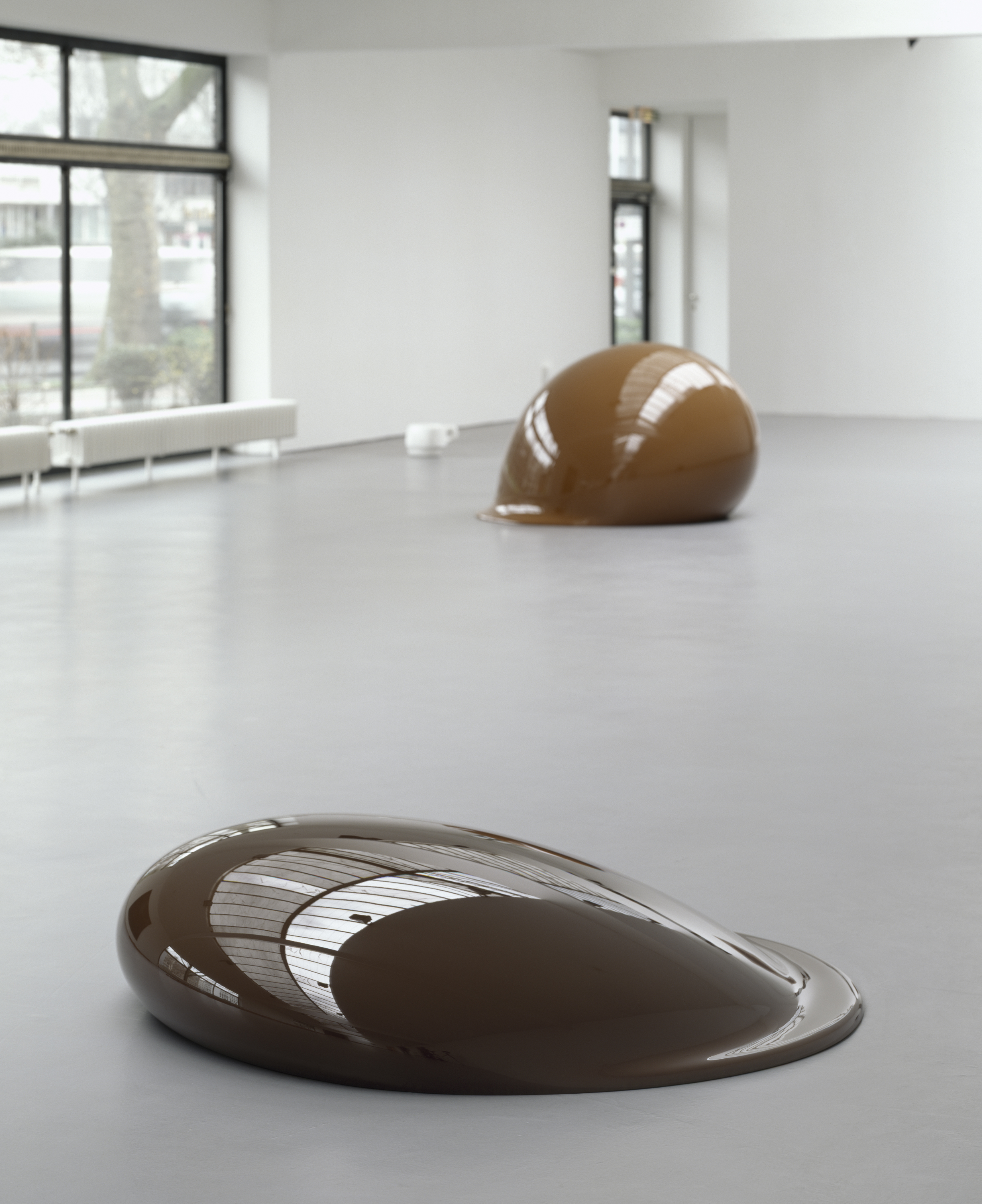
Thomas Rentmeister, vorn: ohne Titel, 1994, Polyester, 38 × 160 × 149 cm – hinten: ohne Titel, 1993, Polyester

Von 1987 bis 1993 studierte Rentmeister an der Kunstakademie Düsseldorf bei Günther Uecker und Alfonso Hüppi. 1999 übernahm er einen Lehrauftrag an der Kunsthochschule Kassel. Von 2002 bis 2004 war er Gastprofessor an der Universität der Künste Berlin. Von 2005 bis 2006 hatte er einen Lehrauftrag an der Kunsthochschule Berlin-Weißensee. 2007 erhielt er eine Gastprofessur an der Hochschule für Bildende Künste Braunschweig. Seit 2009 hat er dort eine Professur für Skulptur inne. Er lebt in Berlin und Dreetz.

## Werk
In den 1990er Jahren wurde Rentmeister mit hochglänzenden Polyester-Skulpturen einem breiteren Publikum bekannt. Einige sehen wie überdimensionierte Blobs aus, andere wie Comic-Figuren. Von 1999 an verwendete Rentmeister wiederholt Nutella- und Penatencreme für seine Arbeiten. Er nutzt „Haushaltsmaterialien aus industrieller Massenanfertigung – von Zuckerwürfeln über Wattestäbchen bis hin zu Papiertaschentüchern, Steckdosen und ganzen Kühlschränken.“ Sie werden zu Skulpturen.
„Nie sind seine Arbeiten hermetische, in sich geschlossene Kunstwerke, Monaden des Ästhetischen, stets lassen sie die Identität der verwendeten kunstfernen Materialien durchscheinen.“ Die „Respektlosigkeit, mit der hier Leben und Kunst“ verschmolzen werden, sei „das Ungewöhnlichste an diesem Werk“.
Rentmeister bezieht sich formal-stilistisch auf die Minimal Art, „deren strenge Formensprache er durch eine kräftige Prise Post-Pop und dadaistischen Nonkonformismus auffrischt“. Ursula Panhans-Bühler fand für sein Werk den Begriff des „unreinen“ Minimalismus.
In Feuilletons und Ausstellungskatalogen wird Rentmeisters Humor betont: „Sein Rüstzeug ist der Humor und seine Haltung die eines Parodisten.“ Er wisse „leichtfüßig und gänzlich unpathetisch formale wie inhaltliche Dichte mit Humor in Einklang zu bringen“. Er dürfe aber nicht nur als „Chefironiker“ gesehen werden. Rentmeister sagte dazu im Deutschlandfunk: „Meine Arbeiten sind immer mit Ironie durchtränkt, aber es ist nicht der einzige Antrieb, den ich habe. Man könnte auch die Ironie weglassen, dann würden sie auch funktionieren.“
Rentmeister und sein Werk entziehen sich einer eindimensionalen Festlegung. „Rentmeisters Schaffen pendelt zwischen einem pathetischen Kunstwollen und einer humorvollen Kunst- und Institutionskritik, zwischen Alltagsbezug und Kunstanspruch, wobei er es sorgsam vermeidet, eine eindeutige Position zu beziehen.“
Der Philosoph Hannes Böhringer bescheinigt dem Künstler in seinem Essay Kühlschrank kaputt: „Alle Deutungen gleiten an ihm ab.“ Seine Kühlschrankarbeiten entwerfen „ein Bild vom entropischen Endzustand der Kunst“.
Stephan Berg bezeichnet den „Balanceakt zwischen Verführung und Abstoßung, zwischen dem Ästhetischen und dem Unangenehmen“ als einen wichtigen „Motor der Arbeiten Rentmeisters“; der Künstler wolle vor allem den Punkt finden, „an dem das Süße, das Schöne umschlägt in das Eklige, Verdrängte, Unpassende.“ Demnach durchzieht Rentmeisters Gesamtwerk eine „paradoxe Ambivalenzstrategie“. Auch das Thema der Vergänglichkeit durchziehe „diskret, aber doch unübersehbar weite Strecken des Œuvres“.

## Einzelausstellungen (Auswahl)
- 2019 PUTPUTPUT. setzenstellenlegen, Kunstverein Ruhr, Essen
- 2019 Terra Mollis, Project Space | Spare Room, Royal Melbourne Institute of Technology (RMIT University, School of Art), Melbourne, Australien
- 2017 Tschüss Alltag, Galerie Hammelehle und Ahrens, Köln
- 2016 Hommeland, Kunstverein Wolfenbüttel
- 2015 Hostal, Städtische Galerie Delmenhorst
- 2014 Considering the Matter, Heim kroatischer bildender Künstler = Meštrović Pavilion - HDLU, Zagreb, Kroatien
- 2012 Objects. Food. Rooms., Perth Institute of Contemporary Arts, Perth, Australien
- 2011 Objects. Food. Rooms., Kunstmuseum Bonn
- 2008 Denken in Werken. Centraal Museum Utrecht
- 2007 Mehr. Haus am Waldsee, Berlin
- 2006 Die Löcher der Dinge. Museum Ostwall, Dortmund
- 2005 Minimal Pop. Museum Boijmans Van Beuningen, Rotterdam
- 2004 Zwischenlandung. Kunsthalle Nürnberg
- 2002 WerkRaum.10. Hamburger Bahnhof (Berlin)
- 2001 braun. Kölnischer Kunstverein, Köln
- 1997 Centre d’art contemporain de Vassivière en Limousin. (mit Thomas Demand)
- 1995 Städtisches Museum Abteiberg, Mönchengladbach

## Gruppenausstellungen (Auswahl)
- 2017 SUR/FACE. Spiegel. Museum Angewandte Kunst (Frankfurt am Main)
- 2017 Nord-West Zeitgenössisch. Meisterwerke aus öffentlichen Sammlungen zwischen Jade, Weser und Elbe.  Kunstmuseum Bremerhaven, Bremerhaven
- 2015 Streamlines. Ozeane, Welthandel und Migration. Deichtorhallen, Hamburg
- 2013 Nur Skulptur! Kunsthalle Mannheim, Mannheim
- 2012 The Presence of Pictures – German Painting: Highlights from Six Decades. Staatliches Zentrum für Gegenwartskunst, Moskau
- 2011 Über die Metapher des Wachstums. Frankfurter Kunstverein, Frankfurt am Main
- 2011 Biomorph! – Hans Arp im Dialog mit aktuellen Künstlerpositionen. Arp Museum Bahnhof Rolandseck, Remagen
- 2011 Transformed Objects. Kai 10 | Raum für Kunst (Arthena Foundation), Düsseldorf
- 2010 Portfolio Berlin 01. Kunsthalle Rostock
- 2010 Eat Art. Kunstmuseum Stuttgart
- 2009 Eating the Universe – Vom Essen in der Kunst. Kunsthalle Düsseldorf
- 2009 Intemperie. 2. Bienal del Fin del Mundo, Ushuaia, Argentinien
- 2009 KölnSkulptur 5 – Reality Check. Skulpturenpark Köln
- 2009 SIK – spridd isolerad konst. Kalmar Konstmuseum, Schweden
- 2009 SuperStories – 2de Triënnale voor beeldende kunst, mode en design. Hasselt, Belgien
- 2008 Der Mensch verlässt die Erde. Kolumba (Museum), Köln
- 2008 Ad Absurdum – Energien des Absurden von der Klassischen Moderne zur Gegenwart. MARTa Herford
- 2008 … 5 minutes later. KW Institute for Contemporary Art, Berlin
- 2007 Das Kapital – Bluechips & Masterpieces. Museum für Moderne Kunst, Frankfurt am Main
- 2006 Lang Leve Beeldhouwkunst! Middelheimmuseum, Antwerpen, Belgien
- 2006 O Momento Suspendido – Colección H&F. Museo de Arte Contemporánea de Vigo, Spanien
- 2005 M Stadt. Europäische Stadtlandschaften. Kunsthaus Graz
- 2004 Santo* (erste Präsentation der Dauerleihgabe in der Sammlung), Museum für Moderne Kunst Frankfurt am Main
- 2004 SEE history 2003. Kunsthalle zu Kiel
- 2001 close up. Kunstverein Hannover
- 2000 Skulptur 2000. Kunsthalle Wilhelmshaven
- 1999 mode of art. Kunstverein für die Rheinlande und Westfalen, Düsseldorf
- 1997 Plastik – eine Ausstellung zeitgenössischer Skulptur. Württembergischer Kunstverein Stuttgart sowie Städtische Ausstellungshalle Hawerkamp, Münster

## Öffentliche Sammlungen (Auswahl)
Werke von Thomas Rentmeister sind in diesen Sammlungen vertreten (alphabetische Reihenfolge):
Arp Museum Bahnhof Rolandseck, Remagen;
Kolumba (Museum), Köln;
Kunstmuseum Bonn;
MARTa Herford;
Museum Boijmans Van Beuningen, Rotterdam, Niederlande;
Museum für Moderne Kunst Frankfurt am Main;
Museum Ludwig, Köln;
Museum Ostwall im Dortmunder U, Dortmund;
Museum Ritter, Waldenbuch;
Städtisches Museum Abteiberg, Mönchengladbach;
Lehmbruck-Museum, Duisburg

## Auszeichnungen (Auswahl)
- 1988 Philip Morris-Stipendium in Berlin
- 1996 Arbeitsstipendium der Stiftung Kunstfonds, Bonn
- 1999 Werkstattstipendium der Kunststiftung Erich Hauser
- 2002 Piepenbrock-Nachwuchspreis für Bildhauerei[12]